# GB As 51–52
Die Salonwagen der Gattung As und den Nummern 51–52 kamen bei der Gotthardbahn-Gesellschaft (GB) ab 1883 zum Einsatz.

## Geschichte
1883 bestellte die GB bei der Schweizerischen Industrie-Gesellschaft (SIG) zwei exklusive zweiachsige Salonwagen. Die Wagen hatten je 18 Sitzplätze und zwar jeweils sechs im mittleren 3600 mm langen Salonabteil mit Oberlicht sowie im sogenannten Nachtabteil mit ausziehbaren Sitzen und im seitlich offenen „Aussichtspavillon“. Dazu kamen ein Toilette und ein Waschraum.
Die Wagen wurden von den Schweizerischen Bundesbahnen (SBB) bei der Verstaatlichung der GB 1909 übernommen und bekamen die Nummer 35–36. Allerdings hatten die SBB keine Verwendung für die beiden Salonwagen, sodass Wagen 36 bereits 1912 ausrangiert wurde. Wagen 35 ging 1913 an die Seetalbahn (STB), die den Wagen für Gesellschaftsfahrten mit der Bezeichnung B 1 einsetzte. Als die STB 1922 von den SBB übernommen wurde, diente das Fahrzeug von 1925 bis 1945 als Fahrleitungsbeobachtungswagen Nummer Xd 99860.